# Wálter Martínez
Wálter Julián Martínez Ramos (Tegucigalpa, 28 marzo 1982 – New York, 11 agosto 2019) è stato un calciatore honduregno, di ruolo attaccante.
È morto nell'estate 2019 all'età di 37 anni a New York a seguito di un infarto.

## Statistiche

### Cronologia presenze e reti in nazionale
| Cronologia completa delle presenze e delle reti in nazionale ― Honduras | Cronologia completa delle presenze e delle reti in nazionale ― Honduras | Cronologia completa delle presenze e delle reti in nazionale ― Honduras | Cronologia completa delle presenze e delle reti in nazionale ― Honduras | Cronologia completa delle presenze e delle reti in nazionale ― Honduras | Cronologia completa delle presenze e delle reti in nazionale ― Honduras | Cronologia completa delle presenze e delle reti in nazionale ― Honduras | Cronologia completa delle presenze e delle reti in nazionale ― Honduras |
| Data                                                                    | Città                                                                   | In casa                                                                 | Risultato                                                               | Ospiti                                                                  | Competizione                                                            | Reti                                                                    | Note                                                                    |
| ----------------------------------------------------------------------- | ----------------------------------------------------------------------- | ----------------------------------------------------------------------- | ----------------------------------------------------------------------- | ----------------------------------------------------------------------- | ----------------------------------------------------------------------- | ----------------------------------------------------------------------- | ----------------------------------------------------------------------- |
| 20-11-2002                                                              | San Pedro Sula                                                          | Honduras                                                                | 1 – 0                                                                   | Colombia                                                                | Amichevole                                                              | -                                                                       | 82’                                                                     |
| 31-1-2003                                                               | San Pedro Sula                                                          | Honduras                                                                | 1 – 3                                                                   | Argentina                                                               | Amichevole                                                              | -                                                                       | 68’                                                                     |
| 12-2-2003                                                               | Panama                                                                  | Nicaragua                                                               | 0 – 2                                                                   | Honduras                                                                | Coppa delle nazioni UNCAF 2003 - 1º turno                               | -                                                                       | 87’                                                                     |
| 16-8-2006                                                               | Maracay                                                                 | Venezuela                                                               | 0 – 0                                                                   | Honduras                                                                | Amichevole                                                              | -                                                                       | 76’                                                                     |
| 10-10-2006                                                              | Atlanta                                                                 | Honduras                                                                | 2 – 1                                                                   | Guatemala                                                               | Amichevole                                                              | 1                                                                       |                                                                         |
| 24-3-2007                                                               | Fort Lauderdale                                                         | El Salvador                                                             | 0 – 2                                                                   | Honduras                                                                | Amichevole                                                              | -                                                                       | 46’                                                                     |
| 14-10-2007                                                              | Tegucigalpa                                                             | Honduras                                                                | 1 – 0                                                                   | Panama                                                                  | Amichevole                                                              | 1                                                                       | 46’                                                                     |
| 17-11-2007                                                              | Miami                                                                   | Guatemala                                                               | 0 – 1                                                                   | Honduras                                                                | Amichevole                                                              | 1                                                                       |                                                                         |
| 6-2-2008                                                                | San Pedro Sula                                                          | Honduras                                                                | 2 – 0                                                                   | Paraguay                                                                | Amichevole                                                              | -                                                                       | 86’                                                                     |
| 4-6-2008                                                                | San Pedro Sula                                                          | Honduras                                                                | 4 – 0                                                                   | Porto Rico                                                              | Qual. Mondiali 2010                                                     | -                                                                       | 68’                                                                     |
| 7-6-2008                                                                | La Ceiba                                                                | Honduras                                                                | 3 – 1                                                                   | Haiti                                                                   | Amichevole                                                              | 1                                                                       | 82’                                                                     |
| 14-6-2008                                                               | Bayamón                                                                 | Porto Rico                                                              | 2 – 2                                                                   | Honduras                                                                | Qual. Mondiali 2010                                                     | -                                                                       | 65’                                                                     |
| 12-10-2008                                                              | San Pedro Sula                                                          | Honduras                                                                | 3 – 1                                                                   | Canada                                                                  | Qual. Mondiali 2010                                                     | 1                                                                       | 70’                                                                     |
| 16-10-2008                                                              | Kingston                                                                | Giamaica                                                                | 1 – 0                                                                   | Honduras                                                                | Qual. Mondiali 2010                                                     | -                                                                       | 50’                                                                     |
| 18-1-2009                                                               | Fort Lauderdale                                                         | Honduras                                                                | 2 – 0                                                                   | Cile                                                                    | Amichevole                                                              | -                                                                       |                                                                         |
| 22-1-2009                                                               | Tegucigalpa                                                             | Honduras                                                                | 2 – 1                                                                   | Belize                                                                  | Coppa delle nazioni UNCAF 2009 - 1º turno                               | 1                                                                       | 78’                                                                     |
| 24-1-2009                                                               | Tegucigalpa                                                             | Honduras                                                                | 4 – 1                                                                   | Nicaragua                                                               | Coppa delle nazioni UNCAF 2009 - 1º turno                               | 1                                                                       | 46’ 63’                                                                 |
| 26-1-2009                                                               | Tegucigalpa                                                             | Honduras                                                                | 2 – 0                                                                   | El Salvador                                                             | Coppa delle nazioni UNCAF 2009 - 1º turno                               | -                                                                       | 15’                                                                     |
| 11-2-2009                                                               | San José                                                                | Costa Rica                                                              | 2 – 0                                                                   | Honduras                                                                | Qual. Mondiali 2010                                                     | -                                                                       | 40’                                                                     |
| 6-6-2009                                                                | Chicago                                                                 | Stati Uniti                                                             | 2 – 1                                                                   | Honduras                                                                | Qual. Mondiali 2010                                                     | -                                                                       | 78’                                                                     |
| 10-6-2009                                                               | San Pedro Sula                                                          | Honduras                                                                | 1 – 0                                                                   | El Salvador                                                             | Qual. Mondiali 2010                                                     | -                                                                       | 74’                                                                     |
| 28-6-2009                                                               | Cary                                                                    | Panama                                                                  | 0 – 2                                                                   | Honduras                                                                | Amichevole                                                              | -                                                                       | cap. 46’                                                                |
| 5-7-2009                                                                | Seattle                                                                 | Haiti                                                                   | 0 – 1                                                                   | Honduras                                                                | Gold Cup 2009 - 1° turno                                                | -                                                                       | cap.                                                                    |
| 9-7-2009                                                                | Washington                                                              | Stati Uniti                                                             | 2 – 0                                                                   | Honduras                                                                | Gold Cup 2009 - 1° turno                                                | -                                                                       | cap. 90’                                                                |
| 12-7-2009                                                               | Foxborough                                                              | Grenada                                                                 | 0 – 4                                                                   | Honduras                                                                | Gold Cup 2009 - 1° turno                                                | 1                                                                       | 82’                                                                     |
| 18-7-2009                                                               | Filadelfia                                                              | Canada                                                                  | 0 – 1                                                                   | Honduras                                                                | Gold Cup 2009 - Quarti di finale                                        | 1                                                                       | 72’                                                                     |
| 23-7-2009                                                               | Chicago                                                                 | Honduras                                                                | 0 – 2                                                                   | Stati Uniti                                                             | Gold Cup 2009 - Semifinale                                              | -                                                                       | cap. 80’                                                                |
| 10-10-2009                                                              | San Pedro Sula                                                          | Honduras                                                                | 2 – 3                                                                   | Stati Uniti                                                             | Qual. Mondiali 2010                                                     | -                                                                       | 79’                                                                     |
| 14-11-2009                                                              | Tegucigalpa                                                             | Honduras                                                                | 2 – 1                                                                   | Lettonia                                                                | Amichevole                                                              | -                                                                       | 46’                                                                     |
| 18-11-2009                                                              | Miami Gardens                                                           | Honduras                                                                | 1 – 2                                                                   | Perù                                                                    | Amichevole                                                              | -                                                                       | 62’                                                                     |
| 23-1-2010                                                               | Carson                                                                  | Stati Uniti                                                             | 1 – 3                                                                   | Honduras                                                                | Amichevole                                                              | -                                                                       | 68’                                                                     |
| 3-3-2010                                                                | Istanbul                                                                | Turchia                                                                 | 2 – 0                                                                   | Honduras                                                                | Amichevole                                                              | -                                                                       | 46’                                                                     |
| 21-4-2010                                                               | San Pedro Sula                                                          | Honduras                                                                | 0 – 1                                                                   | Venezuela                                                               | Amichevole                                                              | -                                                                       | 61’                                                                     |
| 27-5-2010                                                               | Villaco                                                                 | Bielorussia                                                             | 2 – 2                                                                   | Honduras                                                                | Amichevole                                                              | -                                                                       | 58’                                                                     |
| 16-6-2010                                                               | Nelspruit                                                               | Honduras                                                                | 0 – 1                                                                   | Cile                                                                    | Mondiali 2010 - 1º turno                                                | -                                                                       | 78’                                                                     |
| 21-6-2010                                                               | Johannesburg                                                            | Spagna                                                                  | 2 – 0                                                                   | Honduras                                                                | Mondiali 2010 - 1º turno                                                | -                                                                       |                                                                         |
| 25-6-2010                                                               | Bloemfontein                                                            | Svizzera                                                                | 0 – 0                                                                   | Honduras                                                                | Mondiali 2010 - 1º turno                                                | -                                                                       | 67’                                                                     |
| 9-10-2010                                                               | Auckland                                                                | Nuova Zelanda                                                           | 1 – 1                                                                   | Honduras                                                                | Amichevole                                                              | 1                                                                       | 83’                                                                     |
| 15-1-2011                                                               | Panama                                                                  | Costa Rica                                                              | 1 – 1                                                                   | Honduras                                                                | Coppa delle nazioni UNCAF 2011 - 1º turno                               | -                                                                       | 60’                                                                     |
| 22-1-2011                                                               | Panama                                                                  | Honduras                                                                | 2 – 0                                                                   | El Salvador                                                             | Coppa delle nazioni UNCAF 2011 - 1º turno                               | -                                                                       | 55’                                                                     |
| 24-1-2011                                                               | Panama                                                                  | Honduras                                                                | 2 – 1                                                                   | Costa Rica                                                              | Coppa delle nazioni UNCAF 2011 - 1º turno                               | 1                                                                       |                                                                         |
| 25-3-2011                                                               | Seul                                                                    | Corea del Sud                                                           | 4 – 0                                                                   | Honduras                                                                | Amichevole                                                              | -                                                                       |                                                                         |
| 28-3-2011                                                               | Wuhan                                                                   | Cina                                                                    | 3 – 0                                                                   | Honduras                                                                | Amichevole                                                              | -                                                                       | 46’                                                                     |
| 6-6-2011                                                                | Los Angeles                                                             | Honduras                                                                | 0 – 0                                                                   | Guatemala                                                               | Gold Cup 2011 - 1º turno                                                | -                                                                       | 70’                                                                     |
| 10-6-2011                                                               | Miami                                                                   | Grecia                                                                  | 1 – 7                                                                   | Honduras                                                                | Gold Cup 2011 - 1º turno                                                | 1                                                                       | 46’                                                                     |
| 13-6-2011                                                               | Harrison                                                                | Honduras                                                                | 0 – 1                                                                   | Giamaica                                                                | Gold Cup 2011 - 1º turno                                                | -                                                                       | 46’                                                                     |
| 18-6-2011                                                               | East Rutherford                                                         | Costa Rica                                                              | 1 – 1 dts (3 – 5 dtr)                                                   | Honduras                                                                | Gold Cup 2011 - Quarti di finale                                        | -                                                                       | 23’                                                                     |
| Totale                                                                  |                                                                         | Presenze                                                                | 49                                                                      |                                                                         | Reti                                                                    | 12                                                                      |                                                                         |